# Đông Sơn (huyện)
Đông Sơn là một huyện cũ thuộc tỉnh Thanh Hóa, Việt Nam. Năm 2025, huyện này được sáp nhập vào thành phố Thanh Hóa.

## Địa lý
Huyện Đông Sơn nằm ở trung tâm của tỉnh Thanh Hóa, nằm ở trong lưu vực của sông Mã, có vị trí địa lý:
- Phía đông giáp thành phố Thanh Hóa
- Phía tây giáp huyện Triệu Sơn và huyện Nông Cống
- Phía nam giáp huyện Quảng Xương
- Phía bắc giáp huyện Thiệu Hóa.

Huyện Đông Sơn có diện tích tự nhiên 82,87 km², dân số năm 2022 là 94.162 người, mật độ dân số đạt 1.136 người/km².

## Lịch sử
Đông Sơn là vùng đất cổ, nơi quần cư của người Việt cổ. Đây là một địa chỉ khảo cổ nổi tiếng loại nhất ở Việt Nam, nơi phát hiện ra nên văn hóa Đông Sơn của người Lạc Việt, là địa điểm tìm thấy số lượng trống đồng nhiều nhất Việt Nam nên các trống đồng được tìm thấy ở đây được gọi là trống đồng Đông Sơn.
Thời kì bắc thuộc: thời Tam Quốc - Lưỡng Tấn, Đông Sơn là miền đất thuộc huyện Tư Phố và một phần (phía nam) thuộc huyện Cư Phong. Thời Tuỳ - Đường thuộc huyện Cửu Chân. Theo sách "Di Biên" của Cao Biền, thời bấy giờ vùng đất này được gọi là huyện Đông Dương, sau đổi thành Đông Cương.
Thời Đinh, Tiền Lê, Lý giữ nguyên như thời Tuỳ - Đường. Thời Trần đặt tên là huyện Đông Sơn thuộc trấn Thanh Đô, tên huyện Đông Sơn có từ đây.
Thời thuộc Minh thuộc phủ Thanh Hoá. Thời Lê Quang Thuận, thuộc phủ Thiệu Thiên.
Đầu thời Nguyễn (đầu thế kỷ thứ XIX), vua Gia Long đổi phủ Thiệu Thiên thành phủ Thiệu Hoá. Huyện Đông Sơn thuộc phủ Thiệu Hoá. Huyện Đông Sơn lúc này có 6 tổng với 145 xã, thôn, trang, vạn, gia, giáp, sở, phường, gồm địa bàn huyện Đông Sơn ngày nay, phần lớn thành phố Thanh Hoá ngày nay và 8 xã phía nam sông Chu thuộc huyện Thiệu Hoá ngày nay. 8 xã thuộc huyện Thiệu Hoá nêu trên bao gồm: Thiệu Viên, Thiệu Lý, Thiệu Vận, Thiệu Trung, Thiệu Đô, Thiệu Châu, Thiệu Giao, Thiệu Tân.
Năm 1804, vua Gia Long ra chỉ dụ dời trấn thành Thanh Hóa từ làng Dương Xá (thuộc tổng Đại Bối, huyện Đông Sơn, nay thuộc phường Thiệu Dương, thành phố Thanh Hóa) về làng Thọ Hạc (thuộc tổng Thọ Hạc, huyện Đông Sơn, nay thuộc phường Đông Thọ, thành phố Thanh Hóa).
Vào cuối thời Gia Long (trước năm 1820), huyện Đông Sơn (lúc đó là một trong 8 huyện của phủ Thiệu Hóa) gồm có 6 tổng như sau:
- Tổng Thọ Hạc (29 xã, thôn, vạn, giáp);
- Tổng Quang Chiếu (33 xã, thôn);
- Tổng Lê Nguyễn (24 xã, thôn, sở).
- Tổng Thạch Khê (24 xã, thôn, phường);
- Tổng Đại Bối (16 xã, thôn, trang);
- Tổng Vận Quy (19 xã, thôn).

Năm 1824 (Minh Mệnh thứ 5), một số địa danh được thay đổi như sau:
- Tổng Thọ Hạc: thôn Quốc Thích (xã Đồng Hương) đổi thành thôn Lai Thành.
- Tổng Quang Chiếu: thôn Ngòi Giáp (xã Quang Chiếu) đổi thành thôn Văn Khê.
- Tổng Lê Nguyễn đổi thành tổng Thanh Hoa, đồng thời xã Lê Nguyễn được đổi tên thành xã Thanh Hoa, xã Thì Hạ (Thời Hạ) đổi thành xã Hàm Hạ, xã Triệu Xá Tiền đổi thành xã Triệu Tiền, thôn Cửa Bụt (xã Doãn Xá) đổi thành thôn Đại Từ, thôn  Bái và thôn Bến Quan (xã Phúc Lý) đổi tương ứng thành thôn Thái Nẫm và thôn Mỹ Tân.
- Tổng Thạch Khê: xã Ngọc Đôi đổi thành xã Ngọc Tích, xã Ngọc Bôi đổi thành xã Kim Bôi, xã Phúc Thọ đổi thành xã Phúc Triền, xã Tam Tuyền đổi thành xã Tam Xuyên, thôn Trường Hồng (xã Phù Liễn) đổi thành thôn  Trường Xuân.
- Tổng Vận Quy: xã Nguyễn Xá đổi thành xã Quy Xá, xã Hồng Đô đổi thành xã Mỹ Đô, thôn Bến (xã Cổ Đô) đổi thành thôn An Tân.

Năm 1838 (Minh Mệnh thứ 19), tách một phần tổng Thọ Hạc để lập tổng Bố Đức, tách một phần tổng Quang Chiếu để lập tổng Quảng Chiếu.
Đến cuối thế kỷ 19, tách một phần tổng Thanh Hoa  và tổng Thạch Khê để lập tổng Thanh Khê.
Cũng vào cuối thế kỷ 19, huyện Đông Sơn gồm có 9 tổng như sau:
- Tổng Thọ Hạc (20 xã, thôn, phường, vạn, giáp);
- Tổng Bố Đức (13 xã, thôn, vạn);
- Tổng Quang Chiếu (19 xã, thôn);
- Tổng Quảng Chiếu (16 xã, thôn);
- Tổng Tuyên Hóa (16 xã, thôn, sở).
- Tổng Thanh Khê (16 xã, thôn);
- Tổng Thạch Khê (16 xã, thôn, phường, giáp);
- Tổng Đại Bối (14 xã, thôn, trang);
- Tổng Vận Quy (18 xã, thôn).

Ngày 22 tháng 7 năm 1889, theo đạo dụ của vua Thành Thái, 7 làng: Đức Thọ Vạn, Cẩm Bào Nội, Cốc Hạ, Phủ Cốc (thuộc Tổng Bố Đức); Thọ Hạc, Đông Phố, Nam Phố (thuộc tổng Thọ Hạc), đều thuộc huyện Đông Sơn được tách ra để thành lập thị xã Thanh Hóa.
Năm 1900, tách 2 tổng Vận Quy và Đại Bối (địa bàn 8 xã thuộc huyện Thiệu Hóa nêu trên, cùng với các xã Thiệu Dương, Thiệu Khánh, Thiệu Vân nay thuộc thành phố Thanh Hóa) ra khỏi huyện Đông Sơn, nhập vào huyện Thụy Nguyên.
Đầu thế kỷ 20, đổi tổng Thanh Khê thành tổng Kim Khê, đổi tổng Quang Chiếu thành tổng Viễn Chiếu.
Năm 1928, huyện được đổi thành phủ, bao gồm 7 tổng, với 115 làng và 5.794 dân đinh là Thạch Khê, Kim Khê, Tuyên Hóa, Quảng Chiếu, Viễn Chiếu, Thọ Hạc và Bố Đức.
| TT | Đầu thế kỉ 19          | Minh Mệnh 5 (1824)     | Minh Mệnh 19 (1838)    | Cuối thế kỉ 19 (1886-1887) | Bảo Đại 3 (1928)                                    | Địa giới cấp xã hiện nay |
| -- | ---------------------- | ---------------------- | ---------------------- | -------------------------- | --------------------------------------------------- | --- |
| 1  | Thạch Khê              | Thạch Khê              | Thạch Khê              | Thạch Khê                  | Thạch Khê                                           | Các xã Đông Ninh, Đông Hoàng, Đông Hòa và Đông Khê (trừ thôn Tam Xuyên)                                                                                    |
| 2  | Thạch Khê và Lê Nguyễn | Thạch Khê và Thanh Hoa | Thạch Khê và Thanh Hoa | Thanh Khê                  | Kim Khê                                             | Các xã Đông Thanh, Đông Tiến, một phần xã Đông Minh (các thôn Trung Đông và Vân Đô), một phần xã Đông Khê (thôn Tam Xuyên) và một phần thị trấn Rừng Thông |
| 3  | Lê Nguyễn              | Thanh Hoa              | Thanh Hoa              | Tuyên Hóa                  | Tuyên Hóa                                           | Các xã Đông Anh, Đông Thịnh, Đông Yên, một phần xã Đông Minh (thôn Tuân Hóa), một phần thị trấn Rừng Thông và thôn Phúc Ấm (xã Đồng Tiến, huyện Triệu Sơn) |
| 4  | Quang Chiếu            | Quang Chiếu            | Quang Chiếu            | Quang Chiếu                | Viễn Chiếu                                          | Các xã Đông Quang, Đông Nam, một phần xã Đông Phú, huyện Đông Sơn và xã Đông Vinh, thành phố Thanh Hóa                                                     |
| 5  | Quang Chiếu            | Quang Chiếu            | Quảng Chiếu            | Quảng Chiếu                | Quảng Chiếu                                         | Một phần thị trấn Rừng Thông, một phần xã Đông Phú, Đông Văn và xã Đông Tân, xã Đông Hưng, phường An Hoạch, thành phố Thanh Hóa                            |
| 6  | Thọ Hạc                | Thọ Hạc                | Thọ Hạc                | Thọ Hạc                    | tổng Thọ Hạc và một phần thị xã Thanh Hóa (từ 1899) | Một phần thị trấn Rừng Thông và một số xã, phường thuộc thành phố Thanh Hóa                                                                                |
| 7  | Thọ Hạc                | Thọ Hạc                | Bố Đức                 | Bố Đức                     | tổng Bố Đức và một phần thị xã Thanh Hóa (từ 1899)  | Một số xã, phường thuộc thành phố Thanh Hóa |
| 8  | Vận Quy                | Vận Quy                | Vận Quy                | Vận Quy                    | Vận Quy (chuyển về huyện Thiệu Thiên từ năm 1900)   | Các xã Thiệu Viên, Thiệu Lý, Thiệu Vận, Thiệu Trung, Thiệu Đô, Thiệu Châu thuộc huyện Thiệu Hóa                                                            |
| 9  | Đại Bối                | Đại Bối                | Đại Bối                | Đại Bối                    | Đại Bối (chuyển về huyện Thiệu Thiên từ năm 1900)   | Các xã Thiệu Giao, Thiệu Tân thuộc huyện Thiệu Hóa và các xã Thiệu Vân, Thiệu Khánh, Thiệu Dương thuộc thành phố Thanh Hóa                                 |

Sau Cách mạng Tháng Tám, chính quyền cách mạng chia 7 tổng cũ của thành 22 xã gồm Điện Bàn, Duy Tân, Hoàng Khê, Kim Khê, Đồng Pho, Đồng Minh, Tuyên Hóa, Cổ Bôn, Đại Đồng, Tràng An, Vạn Thắng, Quang Chiếu, Hưng Yên, Long Giang, Long Cương, Song Lĩnh, Vân Sơn, Nam Sơn Thọ, Đức Minh, Ái Sơn, Hương Bào và Bố Vệ.
Năm 1948, các đơn vị hành chính của cấp xã thuộc huyện Đông Sơn được tổ chức lại từ 22 xã xuống còn 13 xã đặt tên theo tên huyện, gồm Đông Ninh, Đông Khê, Đông Hòa, Đông Yên, Đông Lĩnh, Đông Tiến, Đông Anh, Đông Phú, Đông Quang, Đông Hưng, Đông Thọ, Đông Vệ và Đông Hương.
Cuối năm 1954, huyện lại được chia thành 24 xã, gồm: Đông Anh, Đông Cương, Đông Giang, Đông Hải, Đông Hòa, Đông Hoàng, Đông Hưng, Đông Hương, Đông Khê, Đông Lĩnh, Đông Minh, Đông Nam, Đông Ninh, Đông Phú, Đông Quang, Đông Tân, Đông Thanh, Đông Thịnh, Đông Tiến, Đông Văn, Đông Vệ, Đông Vinh, Đông Xuân và Đông Yên.
Ngày 16 tháng 3 năm 1963, xã Đông Giang (gồm 3 làng Nghĩa Phương, Đông Sơn và Nam Ngạn) thuộc huyện Đông Sơn cùng với xóm Núi xã Hoằng Long, huyện Hoằng Hóa sáp nhập vào thị xã Thanh Hóa. Nay thuộc địa bàn các phường Hàm Rồng, Nam Ngạn và Trường Thi, thành phố Thanh Hóa.
Ngày 28 tháng 8 năm 1971, 3 xã: Đông Vệ, Đông Hương, Đông Hải được sáp nhập vào thị xã Thanh Hóa.
Ngày 5 tháng 7 năm 1977, Hội đồng Chính phủ đã ra Quyết định số 177/CP trong đó sáp nhập 16 xã của huyện Thiệu Hóa ở hữu ngạn sông Chu vào huyện Đông Sơn và đổi tên thành huyện Đông Thiệu (phần còn lại của huyện Thiệu Hoá sáp nhập vào huyện Yên Định và đổi tên thành huyện Thiệu Yên). Huyện Đông Thiệu có 36 xã: Đông Anh, Đông Cương, Đông Hòa, Đông Hoàng, Đông Hưng, Đông Khê, Đông Lĩnh, Đông Minh, Đông Nam, Đông Ninh, Đông Phú, Đông Quang, Đông Tân, Đông Thanh, Đông Thịnh, Đông Tiến, Đông Văn, Đông Vinh, Đông Xuân, Đông Yên, Thiệu Châu, Thiệu Chính, Thiệu Đô, Thiệu Dương, Thiệu Giao, Thiệu Hòa, Thiệu Khánh, Thiệu Lý, Thiệu Minh, Thiệu Tâm, Thiệu Tân, Thiệu Toán, Thiệu Trung, Thiệu Vân, Thiệu Vận và Thiệu Viên.
Ngày 30 tháng 8 năm 1982, huyện Đông Thiệu đổi lại tên cũ là huyện Đông Sơn.
Ngày 28 tháng 1 năm 1992, thành lập thị trấn Rừng Thông trên cơ sở một phần diện tích và dân số của các xã Đông Lĩnh, Đông Tiến, Đông Xuân và Đông Tân.
Ngày 6 tháng 12 năm 1995, xã Đông Cương sáp nhập vào thành phố Thanh Hóa.
Ngày 18 tháng 11 năm 1996, tách 16 xã ở hữu ngạn sông Chu để tái lập huyện Thiệu Hóa theo Nghị định số 72/CP của Chính phủ.
Ngày 21 tháng 4 năm 2006, thành lập thị trấn Nhồi trên cơ sở một phần diện tích và dân số của các xã Đông Hưng và Đông Tân.
Ngày 29 tháng 2 năm 2012, chuyển thị trấn Nhồi và 4 xã: Đông Lĩnh, Đông Tân, Đông Hưng, Đông Vinh về thành phố Thanh Hóa quản lý.
Ngày 15 tháng 5 năm 2015, sáp nhập toàn bộ diện tích, dân số của xã Đông Xuân và một phần diện tích, dân số của hai xã Đông Tiến, Đông Anh vào thị trấn Rừng Thông.
Ngày 1 tháng 12 năm 2019, sáp nhập xã Đông Anh vào xã Đông Khê.
Đến cuối năm 2023, huyện Đông Sơn có 14 đơn vị hành chính cấp xã trực thuộc, bao gồm thị trấn Rừng Thông và 13 xã: Đông Hòa, Đông Hoàng, Đông Khê, Đông Minh, Đông Nam, Đông Ninh, Đông Phú, Đông Quang, Đông Thanh, Đông Thịnh, Đông Tiến, Đông Văn, Đông Yên.
Ngày 24 tháng 10 năm 2024, Ủy ban Thường vụ Quốc hội ban hành Nghị quyết số 1238/NQ–UBTVQH15 về việc sắp xếp các đơn vị hành chính cấp huyện, cấp xã của tỉnh Thanh Hóa giai đoạn 2023-2025 (nghị quyết có hiệu lực từ ngày 01 tháng 01 năm 2025). Theo đó, sáp nhập toàn bộ 228,22 km2 diện tích tự nhiên và quy mô dân số là 615.106 người của huyện Đông Sơn vào thành phố Thanh Hóa.
| TT | 1928–1945 (Thuộc tổng)                     | Từ cuối 1945                              | Từ cuối 1948                                | Từ 1953                                     | Từ 1954                                     | Từ 2006                                               | Ghi chú                                                                   |
| -- | ------------------------------------------ | ----------------------------------------- | ------------------------------------------- | ------------------------------------------- | ------------------------------------------- | ----------------------------------------------------- | ------------------------------------------------------------------------- |
| 1  | Thạch Khê                                  | Điện Bàn và Duy Tân                       | Đông Ninh                                   | Đông Ninh                                   | Đông Ninh                                   | Đông Ninh                                             |                                                                           |
| 2  | Thạch Khê                                  | Hoàng Khê                                 | Đông Khê                                    | Đông Khê                                    | Đông Hoàng                                  | Đông Hoàng                                            |                                                                           |
| 3  | Thạch Khê                                  | Liên Khê                                  | Đông Khê                                    | Đông Khê                                    | Đông Khê                                    | Đông Khê                                              |                                                                           |
| 4  | Thạch Khê                                  | Đồng Pho                                  | Đông Hòa                                    | Đông Hòa                                    | Đông Hòa                                    | Đông Hòa                                              |                                                                           |
| 5  | Kim Khê và Tuyên Hóa                       | Đồng Minh                                 | Đông Hòa                                    | Đông Hòa                                    | Đông Minh                                   | Đông Minh                                             |                                                                           |
| 6  | Kim Khê                                    | Cổ Bôn                                    | Đông Tiến                                   | Đông Thanh                                  | Đông Thanh                                  | Đông Thanh                                            |                                                                           |
| 7  | Kim Khê                                    | Đại Đồng                                  | Đông Tiến                                   | Đông Tiến                                   | Đông Tiến                                   | Đông Tiến                                             |                                                                           |
| 8  | Tuyên Hóa                                  | Tuyên Hóa                                 | Đông Anh                                    | Đông Anh                                    | Đông Anh                                    | Đông Khê (12/2019)                                    |                                                                           |
| 9  | Tuyên Hóa                                  | Tuyên Hóa                                 | Đông Anh                                    | Đông Thịnh                                  | Đông Thịnh                                  | Đông Thịnh                                            |                                                                           |
| 10 | Tuyên Hóa, Kim Khê, Quảng Chiếu và Thọ Hạc | Tuyên Hóa, Đại Đồng, Long Hưng và Vân Sơn | Đông Anh, Đông Tiến, Đông Hưng và Đông Lĩnh | Đông Xuân, Đông Tiến, Đông Tân và Đông Lĩnh | Đông Xuân, Đông Tiến, Đông Tân và Đông Lĩnh | Rừng Thông (1992)                                     |                                                                           |
| 11 | Tuyên Hóa                                  | Vạn Thắng                                 | Đông Yên                                    | Đông Yên                                    | Đông Yên                                    | Đông Yên                                              |                                                                           |
| 12 | Tuyên Hóa và Quảng Chiếu                   | Tràng An                                  | Đông Yên                                    | Đông Văn                                    | Đông Văn                                    | Đông Văn                                              |                                                                           |
| 13 | Viễn Chiếu                                 | Quang Chiếu                               | Đông Quang                                  | Đông Quang                                  | Đông Quang                                  | Đông Quang                                            |                                                                           |
| 14 | Viễn Chiếu                                 | Quang Chiếu                               | Đông Quang                                  | Đông Quang                                  | Đông Vinh                                   | Đông Vinh                                             | Trực thuộc thành phố Thanh Hóa từ năm 2012                                |
| 15 | Viễn Chiếu và Quảng Chiếu                  | Nam Sơn                                   | Đông Phú                                    | Đông Phú                                    | Đông Phú                                    | Đông Phú                                              |                                                                           |
| 16 | Viễn Chiếu và Quảng Chiếu                  | Nam Sơn                                   | Đông Phú                                    | Đông Phú                                    | Đông Nam                                    | Đông Nam                                              |                                                                           |
| 17 | Quảng Chiếu                                | Long Giang                                | Đông Hưng                                   | Đông Tân                                    | Đông Tân                                    | Đông Tân                                              | Trực thuộc thành phố Thanh Hóa từ năm 2012                                |
| 18 | Quảng Chiếu                                | Hưng Yên                                  | Đông Hưng                                   | Đông Hưng                                   | Đông Hưng                                   | Đông Hưng                                             | Trực thuộc thành phố Thanh Hóa từ năm 2012                                |
| 19 | Quảng Chiếu                                | Hưng Yên và Long Giang                    | Đông Hưng và Đông Tân                       | Đông Hưng và Đông Tân                       | Đông Hưng và Đông Tân                       | Nhồi (2006)                                           | Trực thuộc thành phố Thanh Hóa từ năm 2012 với tên mới là phường An Hoạch |
| 20 | Thọ Hạc                                    | Vân Sơn và Song Lĩnh                      | Đông Lĩnh                                   | Đông Lĩnh                                   | Đông Lĩnh                                   | Đông Lĩnh                                             | Trực thuộc thành phố Thanh Hóa từ năm 2012                                |
| 21 | Thọ Hạc                                    | Long Cương và Song Lĩnh                   | Đông Lĩnh                                   | Đông Cương                                  | Đông Cương                                  | Đông Cương                                            | Trực thuộc thành phố Thanh Hóa từ năm 1996                                |
| 22 | Thọ Hạc                                    | Nam Sơn Thọ                               | Đông Thọ                                    | Đông Thọ                                    | Đông Thọ                                    | Đông Thọ                                              | Trực thuộc thị xã Thanh Hóa từ năm 1971                                   |
| 23 | Thọ Hạc và Bố Đức                          | Nam Sơn Thọ                               | Đông Thọ                                    | Đông Giang                                  | Đông Giang                                  | Hàm Rồng (1964), Nam Ngạn (1964) và Trường Thi (1994) | Thuộc về thị xã Thanh Hóa từ năm 1963                                     |
| 24 | Bố Đức                                     | Ái Sơn và Đồng Lễ                         | Đông Hương                                  | Đông Hải                                    | Đông Hải                                    | Đông Hải và Đông Sơn (1981)                           | Thuộc về thị xã Thanh Hóa từ năm 1971                                     |
| 25 | Bố Đức                                     | Hương Bào                                 | Đông Hương                                  | Đông Hương                                  | Đông Hương                                  | Đông Hương                                            | Trực thuộc thị xã Thanh Hóa từ năm 1971                                   |
| 26 | Bố Đức                                     | Bố Vệ                                     | Đông Vệ                                     | Đông Vệ                                     | Đông Vệ                                     | Đông Vệ                                               | Trực thuộc thị xã Thanh Hóa từ năm 1971                                   |
| 27 | ?                                          | ?                                         | ?                                           | Đông Trấn                                   | ?                                           | Ngọc Trạo (1971)                                      | Thuộc về thị xã Thanh Hóa từ năm 1954                                     |
| 28 | ?                                          | Minh Đức                                  | ?                                           | ?                                           | ?                                           | ?                                                     |                                                                           |

### Nhân dân huyện Đông Sơn với Chủ tịchHồ Chí Minh
Vào ngày 20 tháng 2 năm 1947, trong lần đầu tiên đến thăm tỉnh Thanh Hóa, Chủ tịch Hồ Chí Minh đã gặp gỡ và nói chuyện thân mật với cán bộ hành chính, mặt trận các huyện, châu và các thân hào, thân sĩ, trí thức, đại biểu dân tộc, tôn giáo của tỉnh tại Rừng Thông (nay là di tích địa điểm lịch sử và thắng cảnh Rừng Thông).
Ngày 15 tháng 6 năm 1950, Chủ tịch Hồ Chí Minh đã gửi tặng khen cho nhân dân xã Đông Anh vì đã có đóng góp, ủng hộ bộ đội địa phương.

## Kinh tế - xã hội

### Kinh tế
Trên địa bàn huyện có các cụm nghề chính: Đông Anh, Đông Tiến, Đông Nam.
Nghề khai thác và chế tác đá xuất khẩu, đá mỹ nghệ đem lại cho huyện nguồn thu lớn.
Năm 2004, tổng doanh thu thương mại đạt khoảng 23.341 triệu đồng, tăng 20% so với năm 2003. Riêng xuất khẩu đạt 5.279.300 USD đạt 105,6% kế hoạch, tăng 47,7% so với năm 2003.

### Giáo dục
Các trường THPT trên địa bàn huyện:
1. THPT Đông Sơn 1 (thị trấn Rừng Thông);
2. THPT Đông Sơn 2 (xã Đông Văn);
3. Trường PT Nguyễn Mộng Tuân (thị trấn Rừng Thông);
4. Trung tâm GDNN - GDTX huyện Đông Sơn (thị trấn Rừng Thông).

Các trường THCS trên địa bàn huyện: 
- THCS Nguyễn Chích (trước đây là trường Năng khiếu Đông Sơn)
- Các trường THCS thuộc các xã.

Đông Sơn là huyện có truyền thống khoa cử. Dân gian có câu: thầy đồ Hoằng Hoá, thầy khoá Đông Sơn.

### Văn hóa

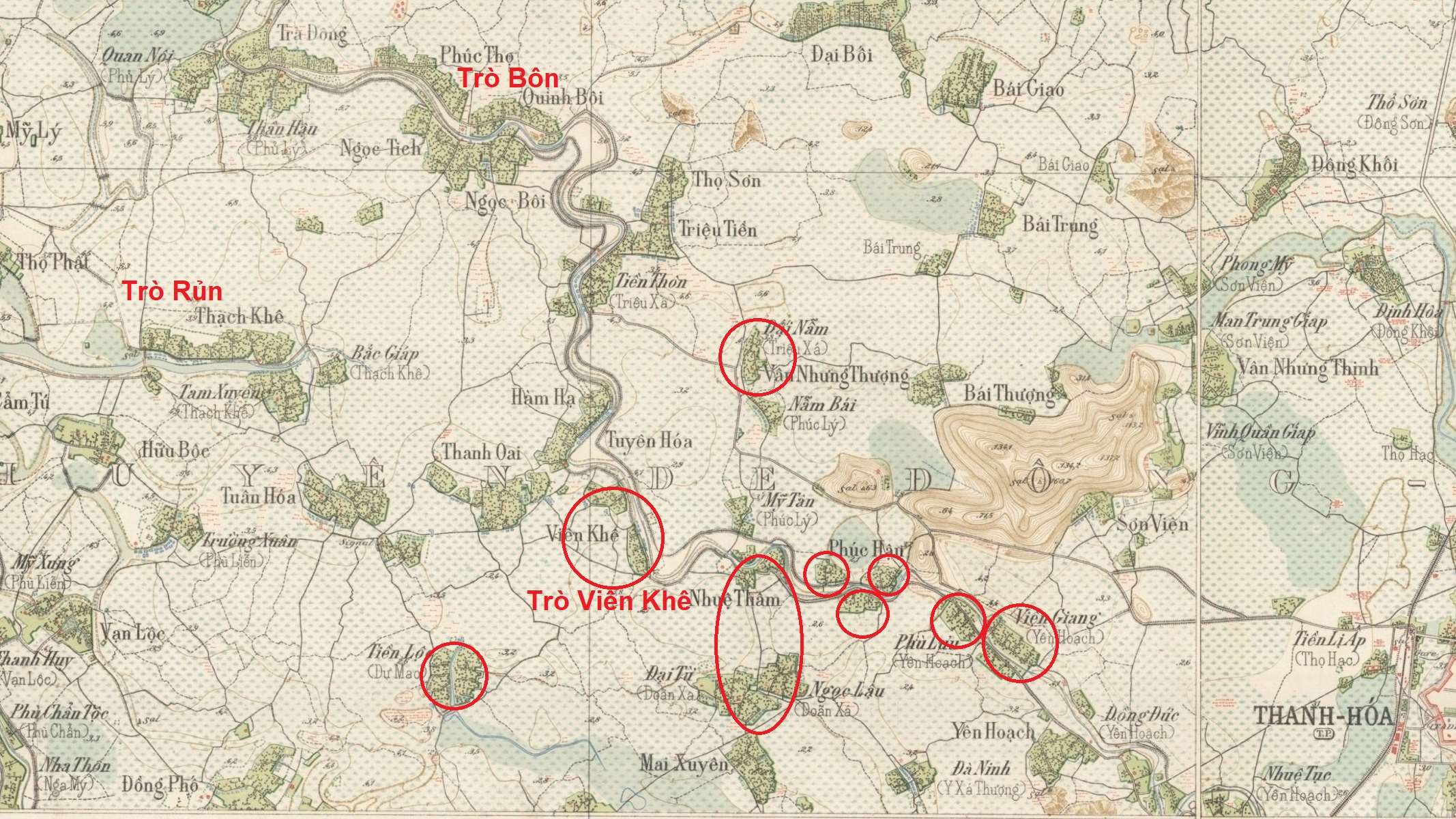
Các điểm lưu hành Dân ca Đông Anh (trò Viên Khê) và tương quan với trò Rủn, trò Bôn

Huyện Đông Sơn nổi tiếng với hệ thống trò diễn dân gian: ngũ trò Viên Khê (dân ca, dân vũ Đông Anh, ở xã Đông Khê (trước đây là xã Đông Anh), ngũ trò Bôn (nay thuộc xã Đông Thanh), ngũ trò Rủn (nay thuộc xã Đông Khê).
Ngày nay, nghệ nhân Thiều Quang Tùng (xã Đông Tiến) là một trong 2 nghệ nhân của tỉnh Thanh Hoá đã đúc phục chế được trống đồng (nghệ nhân còn lại ở xã Thiệu Trung, huyện Thiệu Hoá, xưa cũng thuộc Đông Sơn).
Tại thị trấn Rừng Thông có khu di tích lịch sử quốc gia tưởng niệm chủ tịch Hồ Chí Minh.

## Giao thông
- Đường bộ:

- Quốc lộ 45, chạy từ thành phố Thanh Hóa, cắt ngang phía bắc huyện, qua thị trấn Rừng Thông, sang huyện Thiệu Hóa.
- Quốc lộ 47, chạy từ thành phố Thanh Hóa, cắt ngang phía bắc huyện, qua thị trấn Rừng Thông, sang huyện Triệu Sơn.

- Đường sắt Thống Nhất Bắc - Nam, chạy từ thành phố Thanh Hóa, theo hướng Đông Bắc - Tây Nam, sang huyện Nông Cống.

Đây là địa phương có tuyến đường cao tốc Mai Sơn – Quốc lộ 45 đi qua.
- Đường thủy:

- Sông Nhà Lê đoạn qua Đông Sơn cũng thuộc tuyến kênh Nhà Lê nối từ kinh đô Hoa Lư tới Đèo Ngang, được xem là tuyến đường mòn Hồ Chí Minh trên sông ở Việt Nam.

## Danh nhân
Các danh nhân quê ở huyện Đông Sơn:
- Thiều Thốn, ở làng Thọ Sơn ( nay thuộc thôn Nhuận Thạch ), xã Đông Tiến. Thiều thốn là Phò Kỳ lang (Phò mã), chức vụ Phòng Ngự sứ Lạng Sơn đời Trần.
- Lê Trắc (hay Lê Tắc), viết sách An Nam chí lược, đời Trần.
- Nguyễn Chích, ở làng Vạn Lộc, xã Đông Ninh, dũng tướng Lam Sơn, khai quốc công thần thời Lê.
- Nguyễn Nhữ Soạn, tướng thờ Lê Lợi, cùng cha khác mẹ với Nguyễn Trãi.
- Nguyễn Mộng Tuân, ở làng Viên Khê, xã Đông Anh, đậu Thái học sinh đời Trần. Ông tham gia khởi nghĩa Lam Sơn, làm quan tới chức Tả Nạp Ngôn, Vinh lộc đại phu. Ông có tập thơ "Cúc pha tập".
- Thiều Quy Linh ở làng Doãn Xá[34], (phần đông nam Doãn Xá tổng Lê Nguyễn huyện Đông Sơn phủ Thiệu Thiên nay là thôn Thiều thuộc xã Đông Văn, Đông Sơn). Tử tiết chống nhà Mạc.
- Lê Hy, quê làng Thạch Khê (nay thuộc xã Đông Khê), đỗ Tiến sĩ, giữ chức Tham Tụng, Sách quận công. Lê Hy còn là nhà sử học thế kỷ XVII chức Quốc sử quán tổng đài, biên soạn và hoàn thành bộ Đại Việt sử ký toàn thư đến đời Lê Gia Tông (năm 1692) và viết Bản kỷ tục biên.
- Nguyễn Nghi, ở làng Ngọc Bôi, xã Đông Thanh, làm quan tới chức Tả thị lang Bộ Lại kiêm Đông các đại học sĩ, tước Thái Bảo, thầy dạy hai vua Lê Anh Tông và Lê Thế Tông.
- Nguyễn Khải (con thứ Nguyễn Nghi), võ tướng thời Lê Trung Hưng, tước Đặng quận công.[3]
- Lê Khả Phiêu, Nguyên Tổng Bí thư Ban Chấp hành Trung ương Đảng Cộng sản Việt Nam (1997-2001), Bí thư Quân ủy Trung ương, Trưởng Ban bảo vệ nội bộ chính trị Trung ương Đảng, Chủ nhiệm Tổng cục Chính trị Quân đội Nhân dân Việt Nam.
- Nguyễn Chính, nhà thơ, quê ở làng Vạn Lộc, xã Đông Ninh.
- Triệu Bôn, nhà văn.
- Lưu Ngạn Quang, quê làng Thanh Oai, Đông Anh. Đỗ Hoàng giáp tiến sĩ thời hậu Lê, làm quan Giám sát ngự sử Lễ bộ tả thị lang.

## Kết nghĩa
- Huyện Thăng Bình, Quảng Nam

Ngày 12/3/1960, tại thị xã Thanh Hóa (nay là thành phố Thanh Hóa), hưởng ứng phong trào kết nghĩa Bắc - Nam, lễ kết nghĩa giữa hai tỉnh Thanh Hóa - Quảng Nam được tổ chức theo chủ trương của Bộ Chính trị và Ban Thống nhất Trung ương. Lễ kết nghĩa giữa hai huyện Thăng Bình (tỉnh Quảng Nam) và Đông Sơn (tỉnh Thanh Hóa) cũng được tổ chức ngay sau đó. Tại buổi lễ, đại diện Mặt trận Tổ quốc Việt Nam huyện Đông Sơn và đại diện Mặt trận giải phóng miền Nam huyện Thăng Bình thay mặt cho Đảng bộ và nhân dân hai huyện nguyện kề vai sát cánh, chung sức chung lòng chống Mỹ cứu nước và xây dựng xã hội chủ nghĩa. Mối tình kết nghĩa Đông Sơn – Thăng Bình là biểu hiện của tinh thần đoàn kết chiến đấu Bắc – Nam, là một hành động cụ thể của nhân dân hai miền hướng tới mục tiêu thống nhất đất nước.

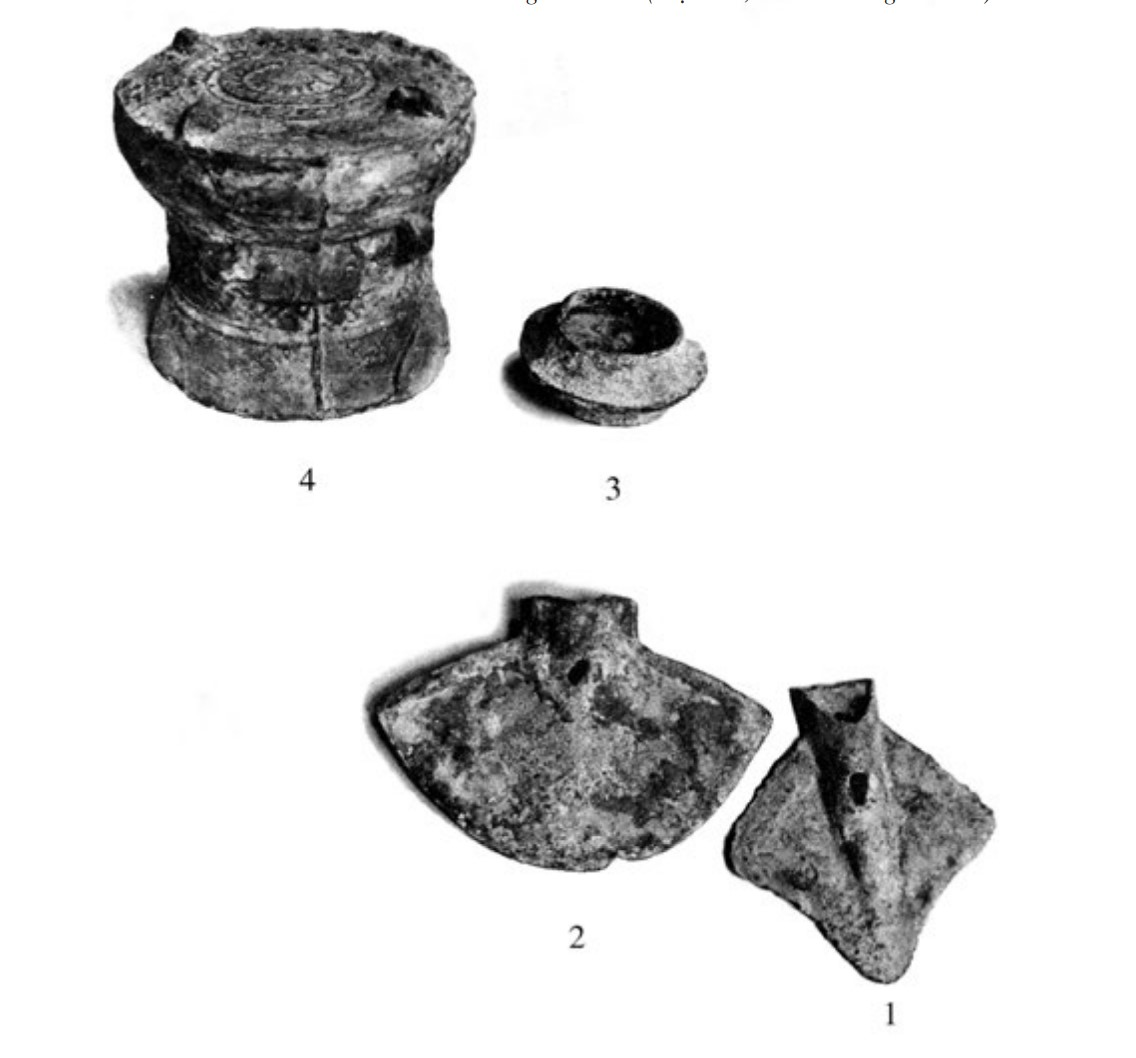

## Công cụ
Sản phầm đồ đồng thời Đông Sơn vừa đa dạng, vừa phong phú. Công cụ sản xuất nông nghiệp có các loại lưỡi cày, thuổng, rìu, cuốc, mai... Đồ sản xuất thủ công có đục, nạo, dùi, dũa, dao khắc, rìu, kim. Đặc biệt là cư dân văn hóa Đông Sơn đã đúc được loại trống đồng, thạp đồng lớn để dùng trong các cuộc tế lễ, hội làng, ma chay, chiến trận..
Hình bên chụp 1 số cổ vật khai quật được tại Đông Sơn:
1,2: Lưỡi cày đồng
3: Vòng đồng
4: Trống minh khí (loại nhỏ, chôn theo người chết)

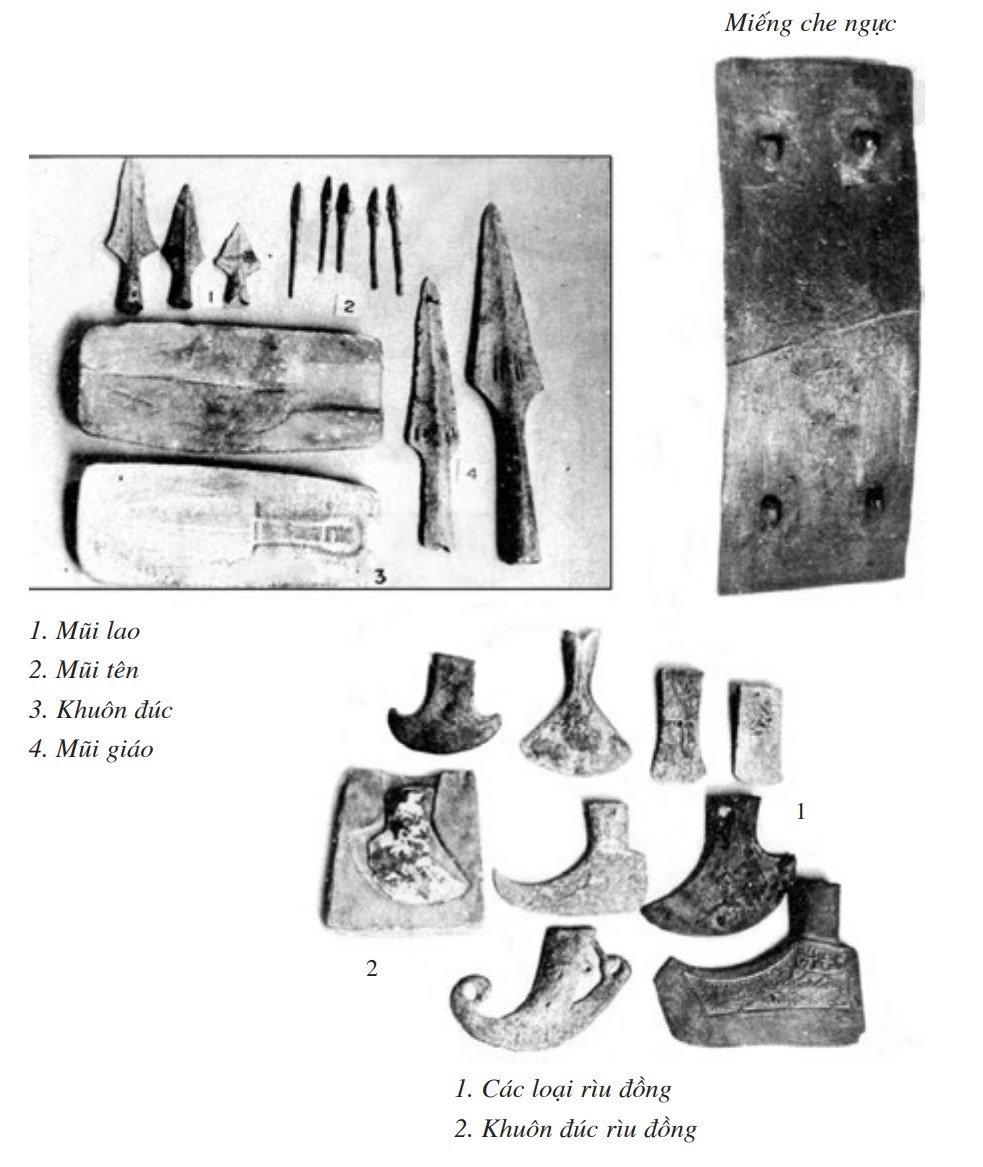

## Vũ khí
Vũ khí thời Đông Sơn rất độc đáo. Rìu chiến có các loại rìu lưỡi 
xéo, rìu lưỡi xòe cân, rìu hình chữ nhật, rìu hình dao phang. Giáo 
có loại hình búp đa, hình lá mía, hình thoi có lỗ, hình kiếm... Mũi 
tên có hình cánh én, hình lao. Dao găm có loại hình lá tre, đốc củ 
hành, đốc bầu dục hay chuôi là tượng hình người. Các tấm che 
ngực vuông hay chữ nhật, có hoa văn nổi...